# Dietmar Nietan
Dietmar Heinrich Nietan (ur. 25 maja 1964 w Düren) – niemiecki polityk, członek Socjaldemokratycznej Partii Niemiec (SPD) i członek niemieckiego Bundestagu. Od listopada 2010 jest przewodniczącym zarządu Federalnych Towarzystw Niemiecko-Polskich, a od stycznia 2014 skarbnikiem federalnym SPD.

## Życiorys
Od 1985 studiował biologię i nauki społeczne na Uniwersytecie w Kolonii. Od 1998 poseł do Bundestagu.
W roku 2022 Dietmar Nietan został nowym koordynatorem niemieckiego MSZ ds. niemiecko-polskiej współpracy międzyspołecznej i przygranicznej, którego zadaniem jest pomóc w dalszym zbliżaniu się obu społeczeństw i posunięciu naprzód wspólnych projektów niemiecko-polskich.
Jest żonaty i ma jedną córkę.